# Токчон (правитель Корё)
Токчон (кор. 덕종, 德宗, Deokjong) — 9-й правитель корейского государства Корё, правивший в 1031—1034 годах. Имя — Хым (кор. 흠, 欽, Heum). Второе имя — Воллян (кор. 원량, 元良, Wollyang).
Посмертные титулы — Сонхё канмён кванджан Кёнган-тэван.